# Семаков, Фёдор
Фёдор Семаков (род. 28 апреля 1978) — российский самбист и дзюдоист, бронзовый призёр чемпионатов России по дзюдо, призёр чемпионата России по самбо, победитель многих международных турниров, серебряный призёр открытого чемпионата Бельгии 2002 года в городе Визе. Выступал в полутяжёлой весовой категории (до 100 кг).

## Спортивные результаты

### Дзюдо
- Первенство России по дзюдо 1997 года — ;
- Чемпионат России по дзюдо 1999 года — ;
- Чемпионат России по дзюдо 2000 года — ;
- Международный турнир 2001 года, Стамбул — ;
- Открытый чемпионат Бельгии 2002 года, Визе — ;
- Открытый чемпионат Швеции 2003 года, Борус — ;
- Международный турнир 2005 года, Стамбул — ;

### Самбо
- Чемпионат России по самбо 1999 года — ;